# Shawinigan
Shawinigan (Aussprache französisch [ʃawiniɡan], englisch [ʃəˈwɪnɪɡən]) ist eine Stadt im Süden der kanadischen Provinz Québec. Sie liegt etwa 155 km nordöstlich von Montreal und 150 Kilometer westlich der Provinzhauptstadt Québec. Die Stadt in der Verwaltungsregion Mauricie ist ein sogenanntes territoriales Äquivalent einer Regionalgemeinde, nachdem 2002 mehrere Gemeinden der früheren regionalen Grafschaftsgemeinde (municipalité régionale du comté) Le Centre-de-la-Mauricie mit Shawinigan fusionierten. Die Fläche beträgt 734,84 km², die Einwohnerzahl 49.349 (Stand: 2016).

## Geographie
Shawinigan liegt am Rivière Saint-Maurice, am Übergang zwischen dem südlich gelegenen Sankt-Lorenz-Tiefland und dem Kanadischen Schild im Norden. Im Fluss befinden sich mehrere Inseln, darunter Île des Piles, Île des Hêtres, Île Anselme-Fay, Île Marchesseault, Île Frigon und Île Melville. Die früheren Wasserfälle sind Kraftwerken gewichen. Das überwiegend bewaldete Gelände ist östlich des Flusses weitgehend flach und stellenweise sumpfig, westlich des Flusses leicht wellig bis hügelig. Auf Stadtgebiet gibt es Dutzende kleinerer Seen. 15 km nördlich des Stadtzentrums beginnt der La-Mauricie-Nationalpark. Ein weiteres wichtiges Schutzgebiet ist die Réserve écologique de Lac-à-la-Tortue.
Die Stadt besteht aus mehreren Siedlungen. Sieben Kilometer nordöstlich der Kernstadt Shawinigan, ebenfalls am rechten Ufer des Saint-Maurice, liegt Grand-Mère, acht Kilometer nordwestlich Saint-Gérard-des-Laurentides. Gegenüber von Shawinigan liegt Shawinigan-Sud (früher Almaville genannt), gegenüber von Grand-Mère liegt Saint-Georges. Von Grand-Mère aus gesehen liegt Saint-Jean-des-Piles neun Kilometer nördlich, während Lac-à-la-Tortue sich zwei Kilometer östlich von Saint-Georges am gleichnamigen See befindet.
Nachbargemeinden sind Lac-Normand und Trois-Rives im Norden, Saint-Roch-de-Mékinac und Grandes-Piles im Nordosten, Hérouxville und Saint-Narcisse im Osten, Notre-Dame-du-Mont-Carmel im Südosten, Saint-Étienne-des-Grès im Süden, Saint-Boniface im Südwesten, Saint-Mathieu-du-Parc im Westen sowie Saint-Alexis-des-Monts im Nordwesten.

## Geschichte
Der Jesuit Jacques Buteux führte im März 1651 eine Expedition im Saint-Maurice-Tal an, um die hier lebenden Abenaki zu bekehren. Als erster Europäer beschrieb er die Wasserfälle der Region. Während einer zweiten Expedition wurde er im darauf folgenden Jahr bei einem Überfall der Irokesen getötet. Der Name Shawinigan stammt aus der Sprache der Abenaki und beschreibt eine Portage am Hang eines Hügels. Frühere Schreibweisen sind Oshaouinigane, Assaouinigane, Chawinigame, Shawenigane, Chaouénigane und Achawénégan. Um 1850 ließen sich die ersten Siedler nieder und begannen Flößerei zu betreiben. Zur Umgehung der Wasserfälle baute man 1856 die erste Straße.

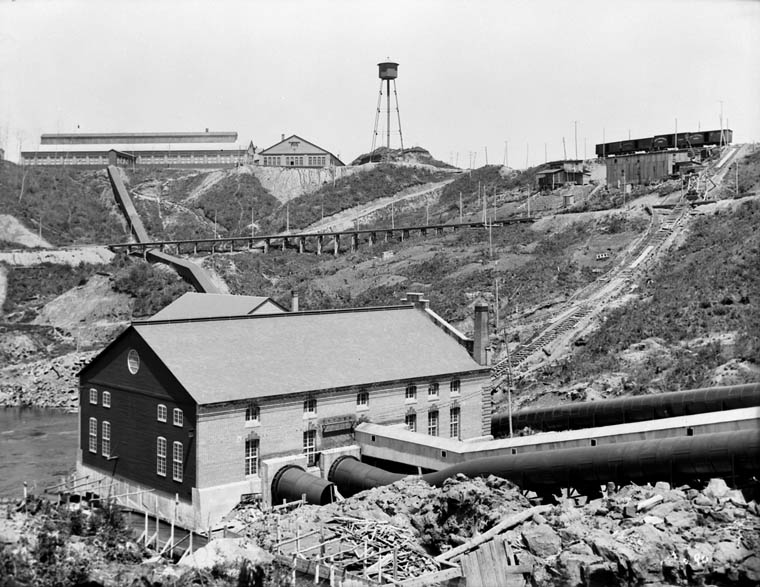
Wasserkraftwerk und Aluminiumhütte (1910)

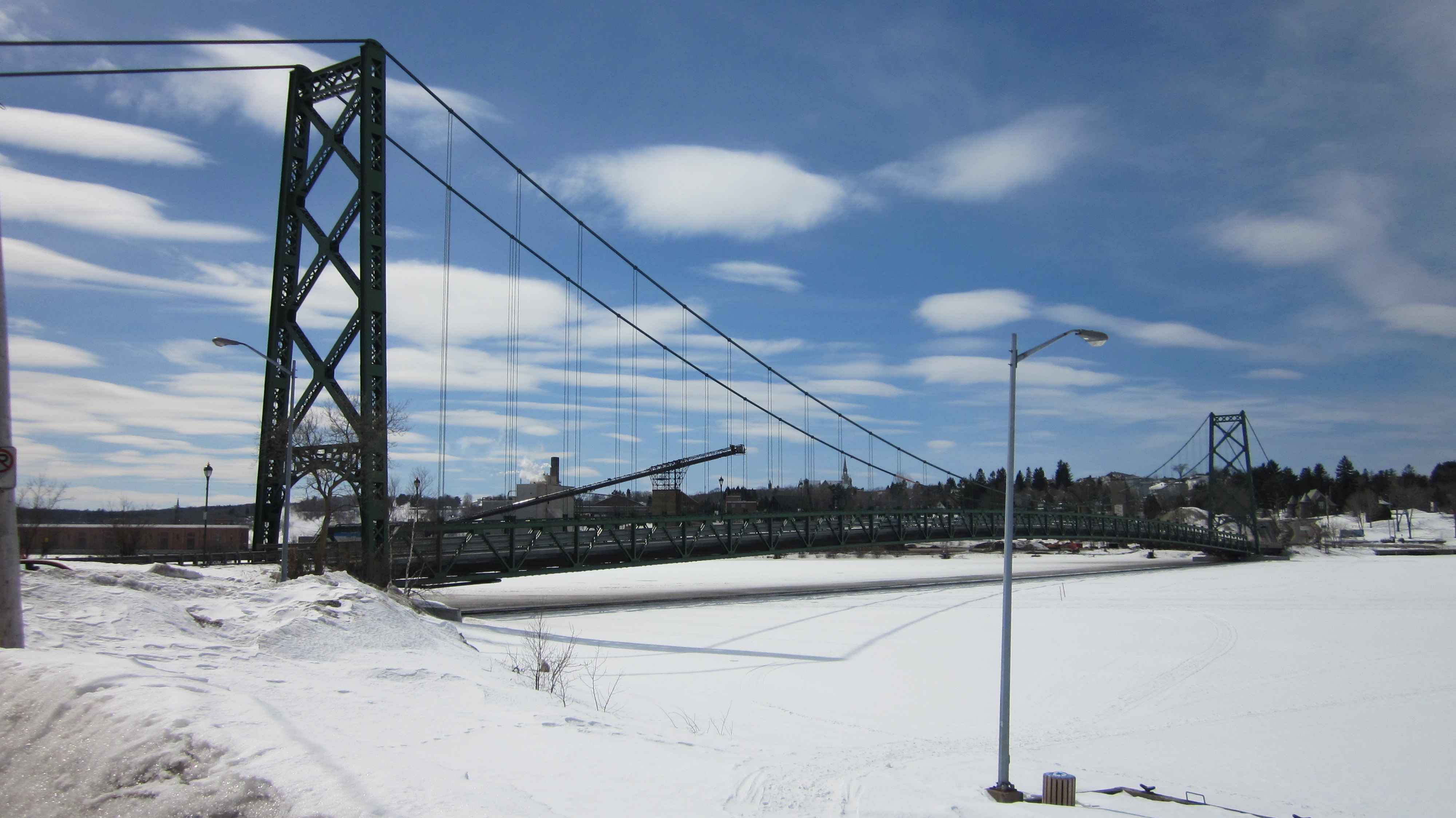
Pont de Grand-Mère

Ende der 1890er Jahre erlebte die Provinz Québec eine zweite Phase der Industrialisierung. Zahlreiche Fabriken verarbeiteten die reichlich vorhandenen natürlichen Ressourcen und benötigten zu diesem Zweck enorme Mengen an elektrischer Energie. 1898 begann die Shawinigan Water and Power Company (SW&P), die im Besitz der Wassernutzungsrechte des Rivière Saint-Maurice war, mit dem Bau des ersten Wasserkraftwerks. 1899 beauftragte die SW&P das Montrealer Ingenieurbüro Pringle mit der Planung einer Siedlung neben dem entstehenden Kraftwerk. Noch im selben Jahr erhielt sie Anschluss ans Eisenbahnnetz. 1901 erfolgte die offizielle Gründung der Gemeinde Shawinigan Falls, die ein Jahr später bereits den Stadtstatus erhielt. Ebenfalls 1901 begann die Produktion von Aluminium, als die Pittsburgh Reduction Company (die heutige Alcoa) das erste Werk dieser Art auf kanadischem Boden in Betrieb nahm.
Innerhalb weniger Jahre entwickelte sich Shawinigan Falls zu einem bedeutenden Industriestandort. Die Papierindustrie, die chemische Industrie und die Textilindustrie schufen Tausende von Arbeitsplätzen. 1908 wurde hier erstmals in Kanada Siliciumcarbid hergestellt, 1932 erstmals Zellophanpellets. Die 1929 eröffnete Pont de Grand-Mère über den Rivière Saint-Maurice war seinerzeit die längste Hängebrücke Kanadas und die weltweit längste Hängebrücke mit Tragkabeln aus geschlagenen Drahtseilen. Die Weltwirtschaftskrise traf die Stadt hart, da zahlreiche Fabriken die Produktion vorübergehend reduzieren oder gar einstellen mussten. Provinz- und Stadtbehörden reagierten mit Arbeitsbeschaffungsmaßnahmen. Der Zweite Weltkrieg brachte einen Wiederaufschwung. In den 1950er Jahren begann eine jahrzehntelange Phase des Niedergangs. Die technologische Entwicklung machte die Industrie weniger abhängig von der Nähe zu Kraftwerken, weshalb es viele Unternehmen vorzogen, ihre Fabriken in größere Städte zu verlegen oder ganz zu schließen.
Die Stadt kürzte 1958 ihren Namen zu Shawinigan. Um die Jahrtausendwende kam es zu mehreren Gemeindefusionen. 1998 schloss sich die Gemeinde Baie-de-Shawinigan mit der Stadt zusammen. Im Rahmen einer Verwaltungsreform wurde 2002 die regionale Grafschaftsgemeinde Le Centre-de-la-Mauricie aufgelöst. Mehr als die Hälfte der darin verbundenen Gemeinden fusionierten mit Shawinigan. Es waren dies Grand-Mère, Shawinigan-Sud, Saint-Georges, Lac-à-la-Tortue, Saint-Gérard-des-Laurentides und Saint-Jean-des-Piles. Die Einwohnerzahl Shawinigans stieg dadurch um das Dreifache an.

## Bevölkerung
Gemäß der Volkszählung 2011 zählte Shawinigan 50.060 Einwohner, was einer Bevölkerungsdichte von 68,2 Einw./km² entspricht. 98,0 % der Bevölkerung gaben Französisch als Hauptsprache an, der Anteil des Englischen betrug 0,9 %. Als zweisprachig (Französisch und Englisch) bezeichneten sich 0,4 %, auf andere Sprachen und Mehrfachantworten entfielen 0,7 %. Ausschließlich Französisch sprachen 78,3 %. Im Jahr 2001 waren 96,1 % der Bevölkerung römisch-katholisch, 0,8 % protestantisch und 2,4 % konfessionslos.

## Wirtschaft und Verkehr

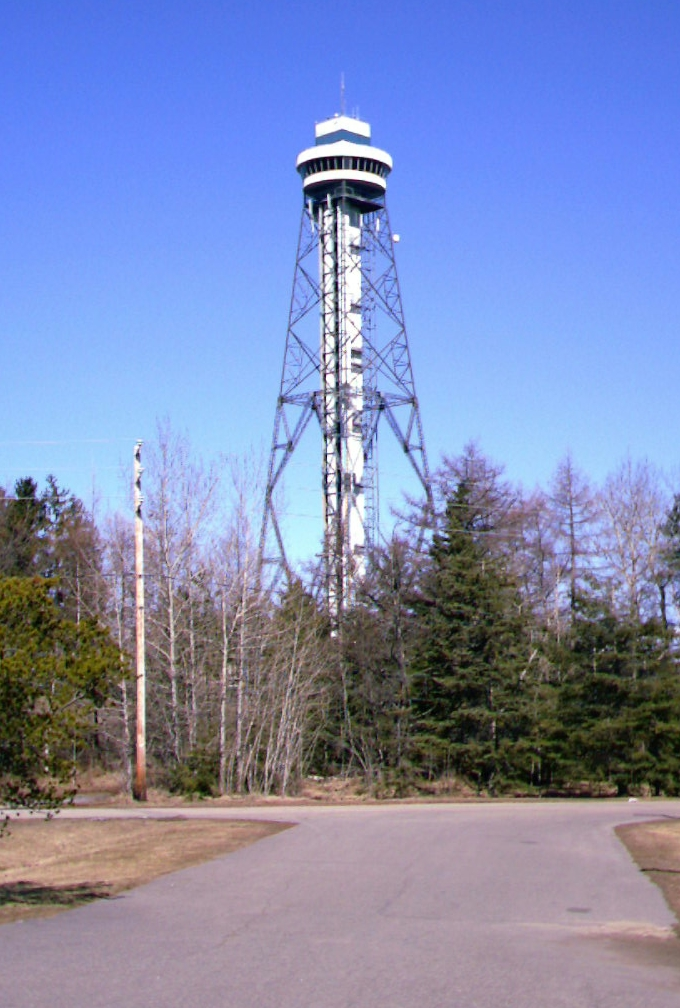
Aussichtsturm im Themenpark Cité de l’Énergie

Die einst bedeutende Industrie ist zu einem großen Teil dem Dienstleistungssektor gewichen. Alcan betreibt seit 1941 die vierzig Jahre zuvor gegründete Aluminiumhütte; die Produktion soll jedoch Ende 2014 eingestellt werden. Von den früher zahlreichen Papierfabriken ist noch ein Werk von Resolute Forest Products übrig geblieben. Der staatliche Energieversorger Hydro-Québec betreibt vier Wasserkraftwerke am Rivière Saint-Maurice; es sind dies die Werke Shawinigan-2 (eröffnet 1911), Shawinigan-3 (1948), Grand-Mère (1915) und Rocher-de-Grand-Mère (2004). Die Stadt unternimmt Anstrengungen, sich als Touristendestination zu etablieren. Hauptattraktionen sind der nahe gelegene Nationalpark und der Elektrizitäts-Themenpark Cité de l’Énergie.
Dem westlichen Stadtrand von Shawinigan und Grand-Mère entlang verläuft die Autoroute 55; diese Autobahn endet etwas nördlich des Stadtteils Saint-Georges. Die wichtigste überregionale Hauptstraße ist die Route 153. Von dieser zweigen die Route 155 nach La Tuque und die Route 157 nach Trois-Rivières ab. Die durch Shawinigan führenden Bahnlinien werden überwiegend für den Güterverkehr genutzt; dreimal wöchentlich verkehren VIA-Rail-Schnellzüge nach Montreal bzw. Jonquière/Senneterre. Ansonsten ist die Stadt mit Fernbuslinien erreichbar. Das Stadtbusnetz umfasst drei Linien.

## Sport
Sportliches Aushängeschild ist das Eishockeyteam Cataractes de Shawinigan in der Ligue de hockey junior majeur du Québec. Die Heimspiele werden im Centre Bionest de Shawinigan ausgetragen, das 4.300 Zuschauern Platz bietet; dort fand auch der Memorial Cup 2012 statt.

## Partnerstadt
Seit 1958 besteht eine Städtepartschaft mit Hamilton in der Provinz Ontario.

## Persönlichkeiten
- Michaël Bournival (* 1992), Eishockeyspieler
- Hervé Carrier (1921–2014), katholischer Ordensgeistlicher, Jesuit und Professor an der Päpstlichen Universität Gregoriana
- Jean Chrétien (* 1934), Politiker und Premierminister  Kanadas
- Louise Forestier (* 1943), Singer-Songwriterin und Schauspielerin
- Martin Gélinas (* 1970), Eishockeyspieler
- Pierre Gendron (* 1952), Filmproduzent
- Stéphane Julien (* 1974), Eishockeyspieler
- Carole Laure (* 1948), Schauspielerin und Sängerin
- André Pronovost (* 1936), Eishockeyspieler
- Claude Pronovost (* 1935), Eishockeytorwart
- Jean Pronovost (* 1945), Eishockeyspieler
- Marcel Pronovost (1930–2015), Eishockeyspieler
- Rudolf Raff (1941–2019), US-amerikanischer Entwicklungs- und Evolutionsbiologe

## Bilder

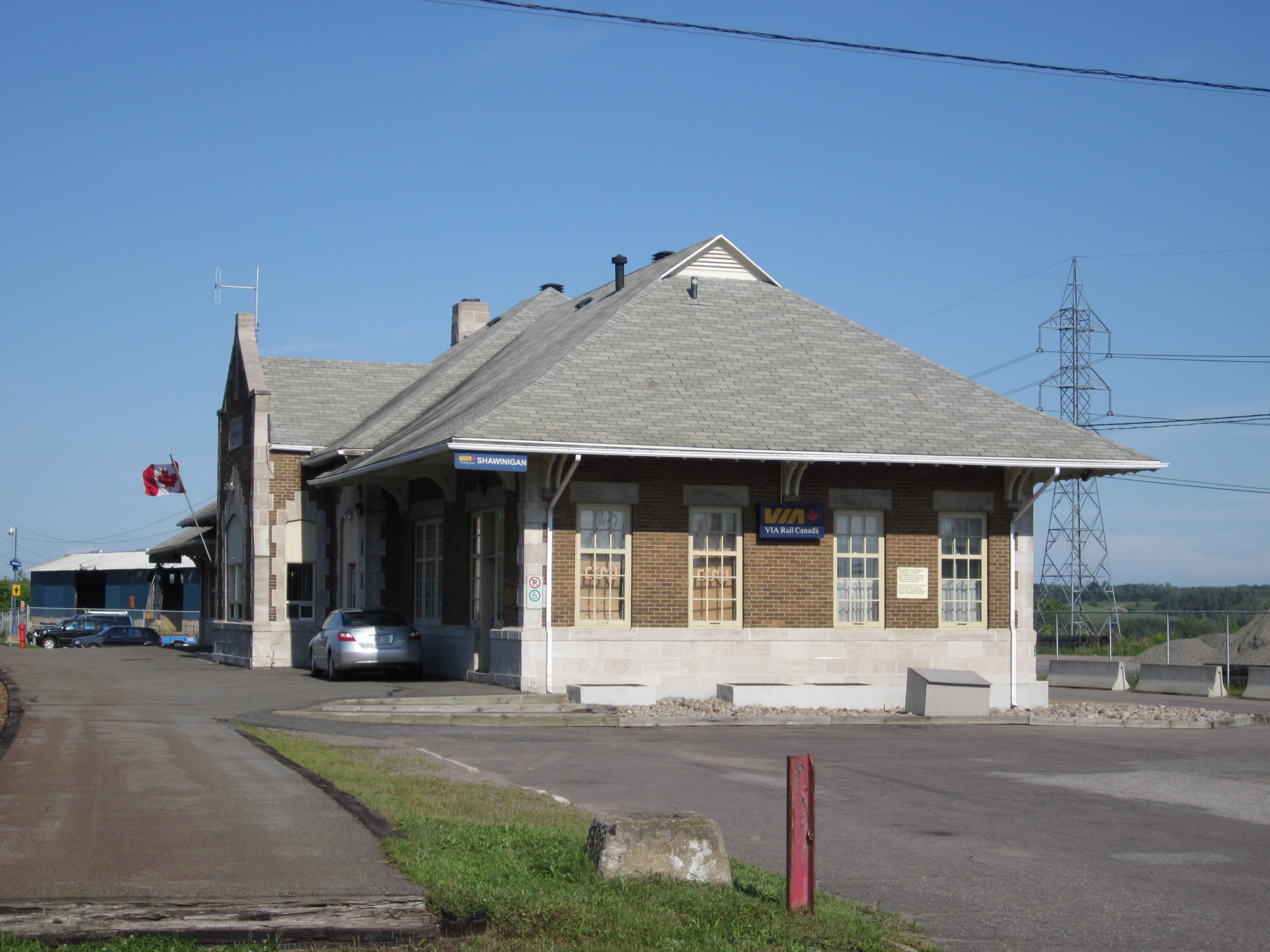
Bahnhof Shawinigan
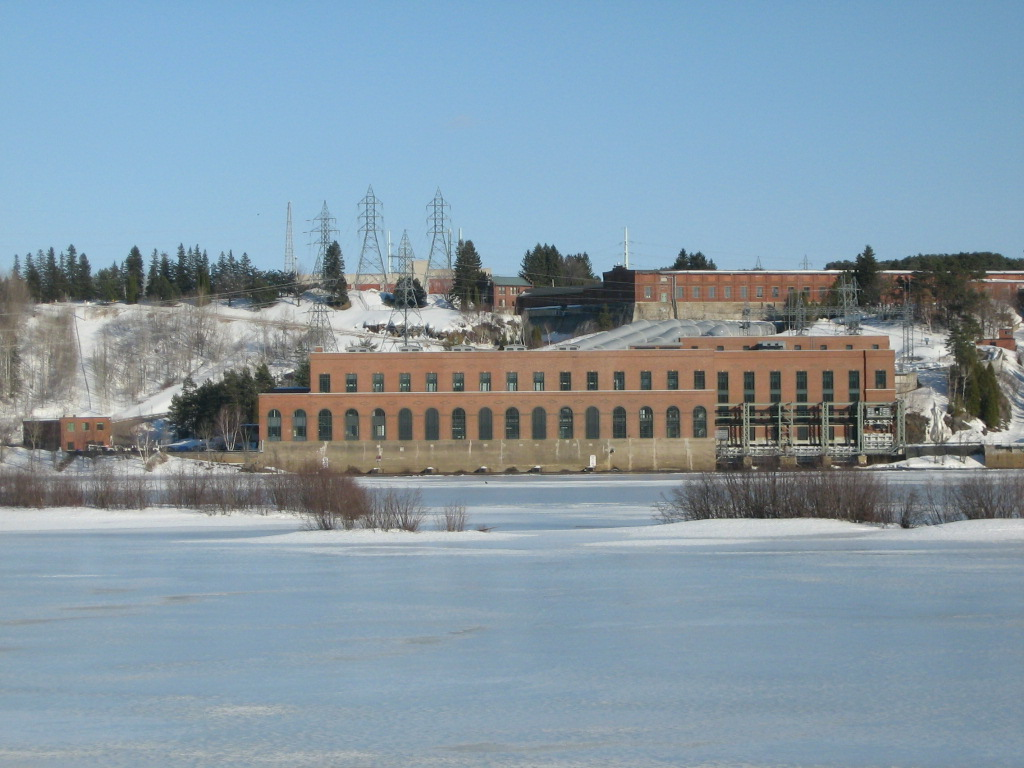
Kraftwerk Shawinigan-2
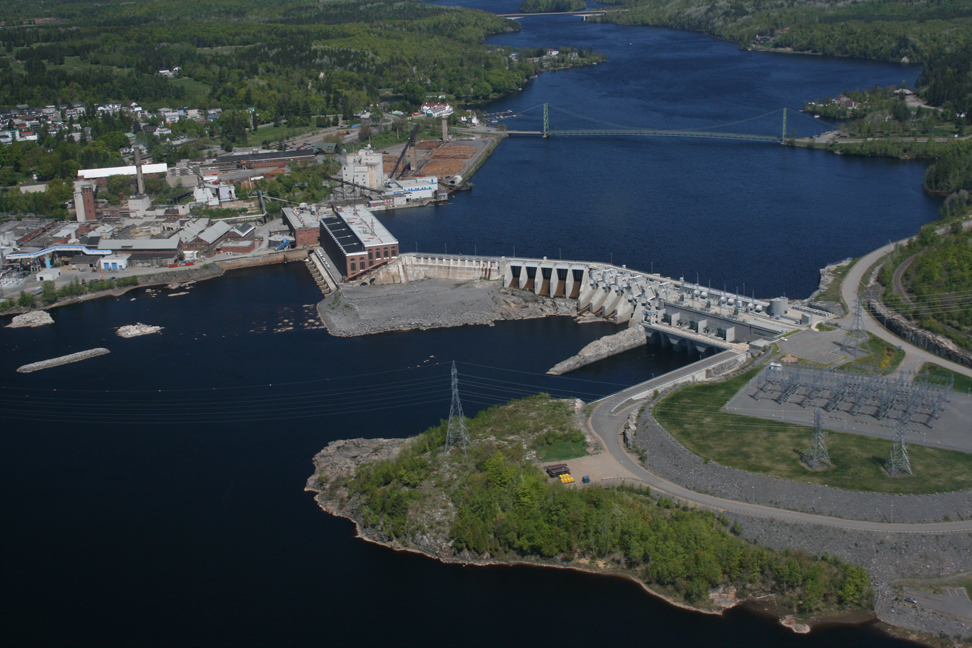
Kraftwerk Grand-Mère
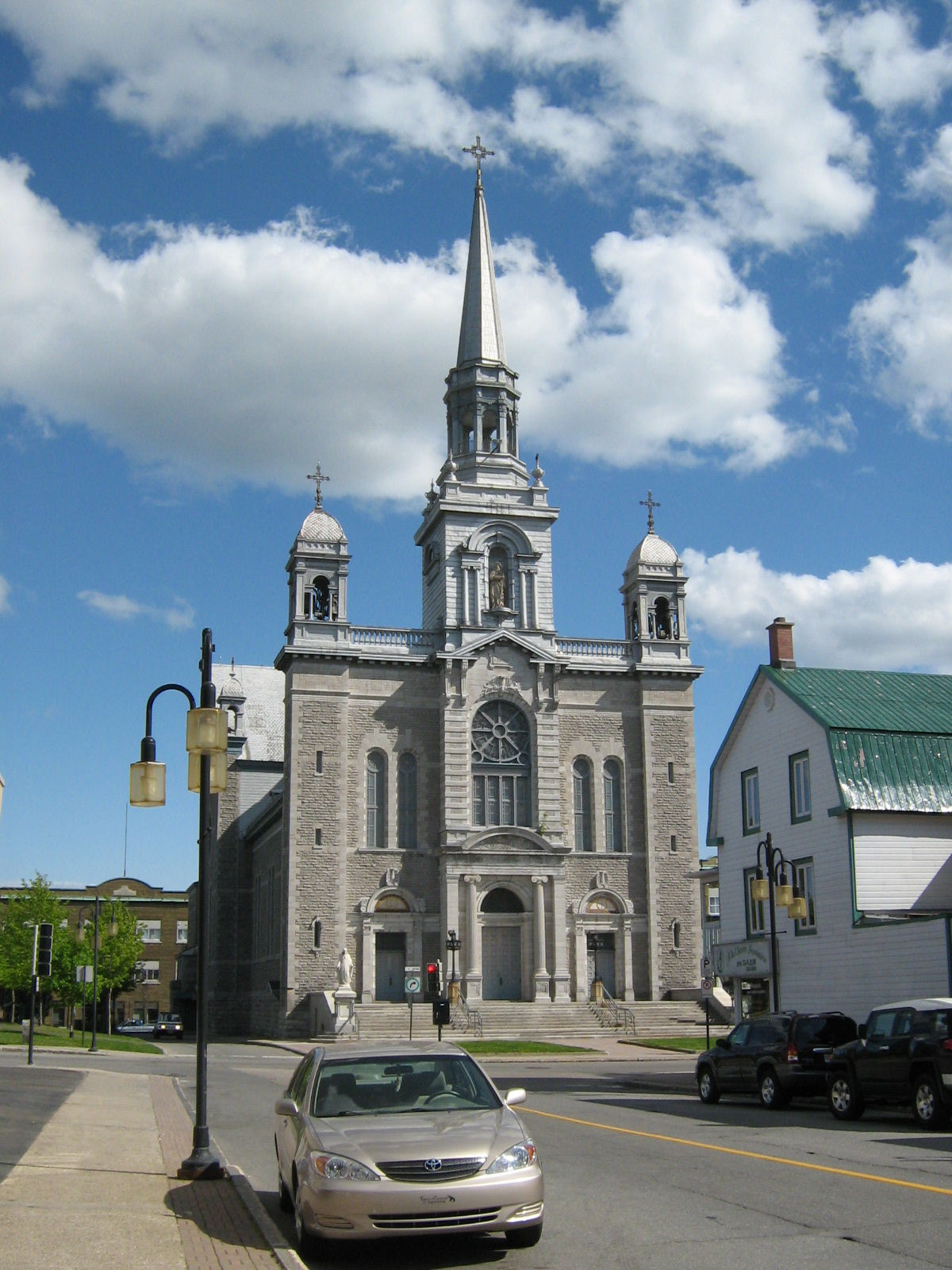
Kirche Saint-Paul in Grand-Mère
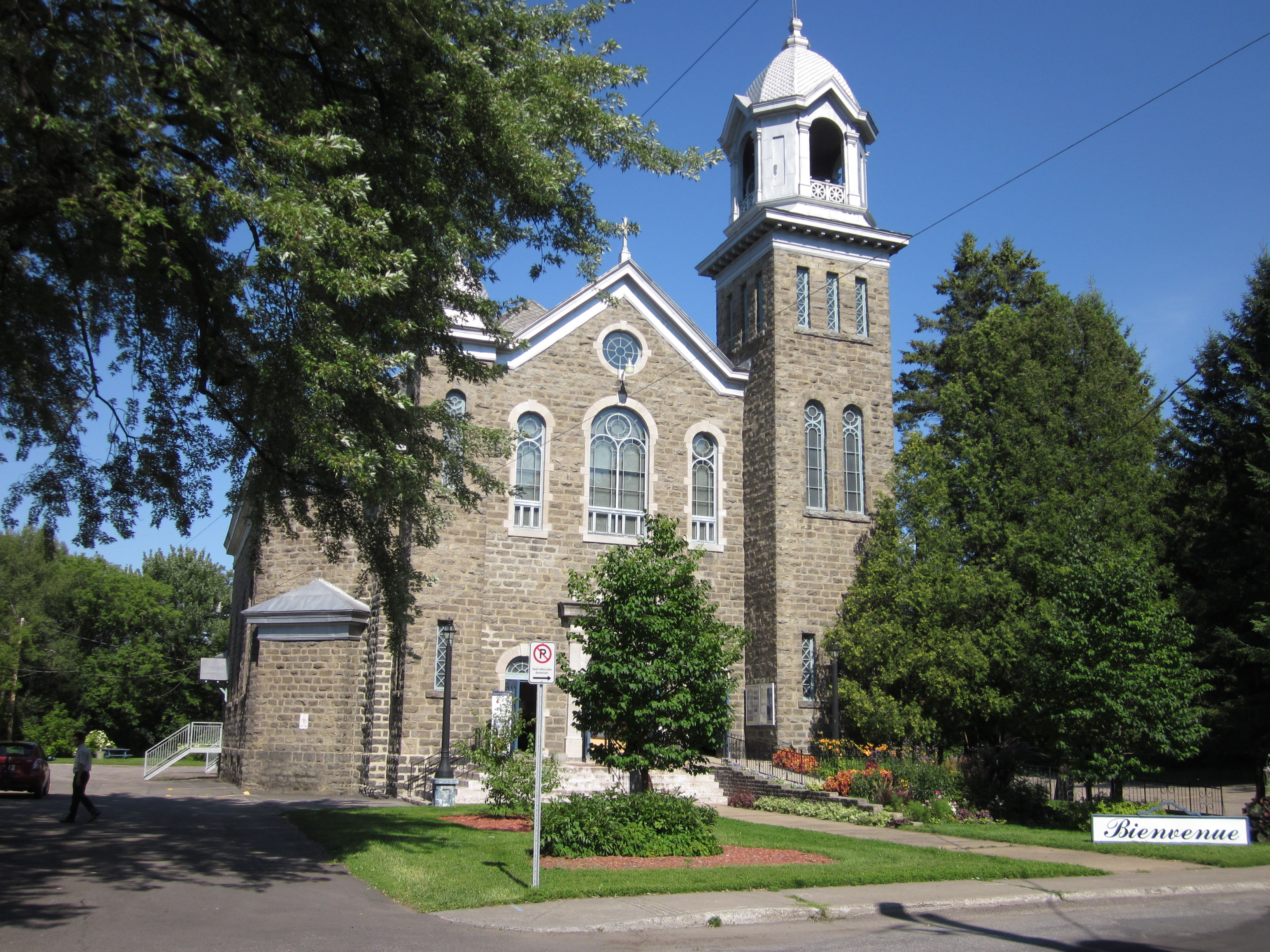
Kirche Notre-Dame de la Présantation
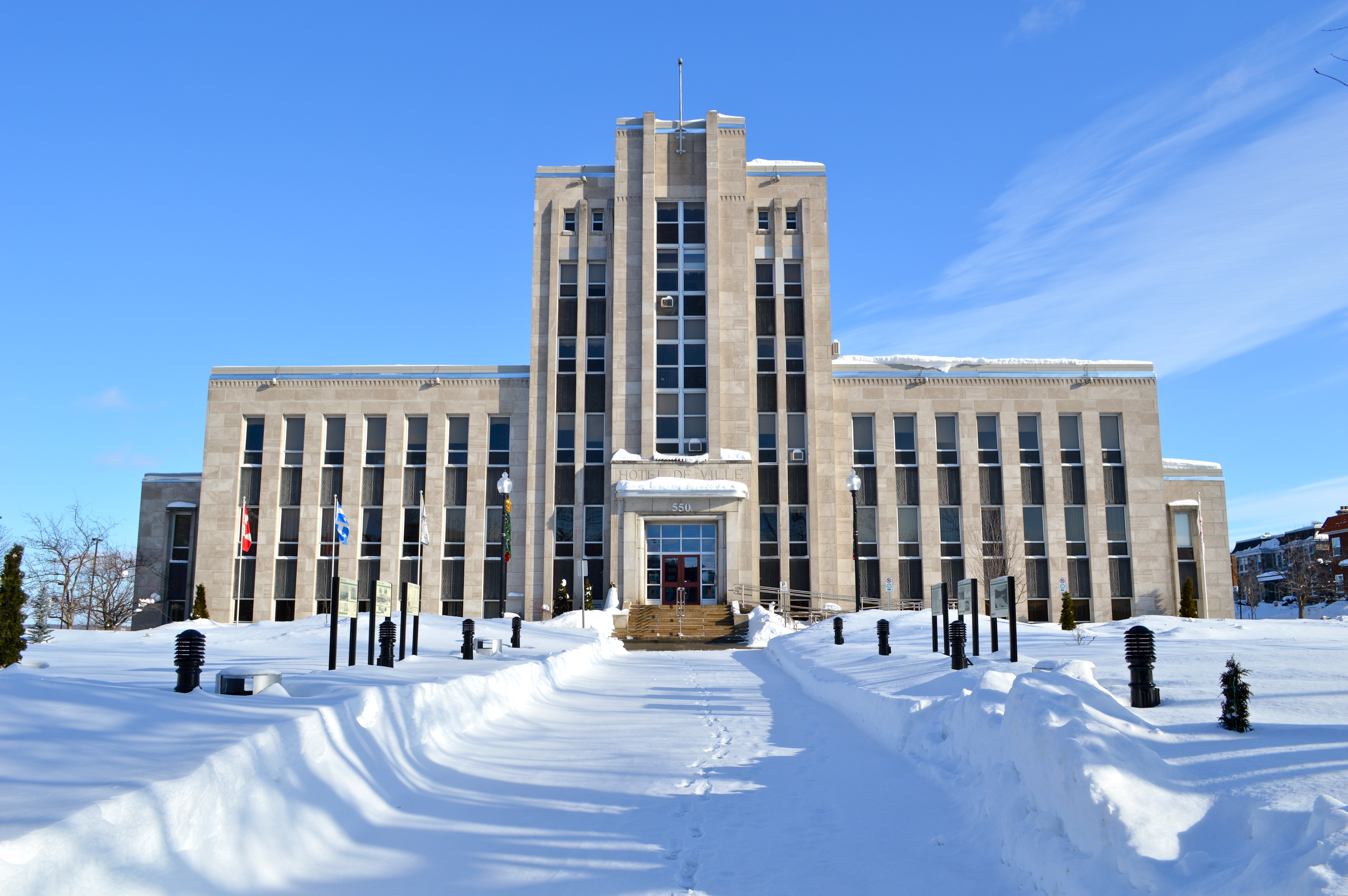
Rathaus